# Pierre Mitchell
Pour les personnes ayant le même patronyme, voir Mitchell.
Cet article possède un paronyme, voir Pierre Michel.

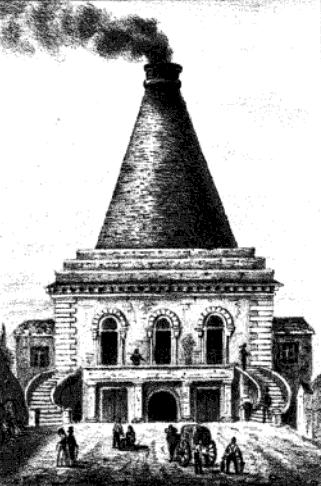
La verrerie de Pierre Mitchell ressemblait à celle-ci, créée par son fils vers 1756. Gravure de 1837.

Pierre Mitchell (1687-1740) est un industriel bordelais, fondateur de la verrerie royale de Bordeaux, qui devient la plus grande productrice de bouteilles en France.
D'abord charpentier de barriques, Mitchell fonde en 1723 la première verrerie bordelaise. Il en développe la production et la commercialisation, et en fait la principale fabrique de bouteilles en France. Il est le créateur de plusieurs formes de bouteilles, notamment la caractéristique bordelaise qui a encore la même forme de nos jours. 
Il obtient que sa verrerie soit promue manufacture royale en 1738, sous le nom de « Verrerie royale de Bordeaux », avec privilège d'exclusivité. Il en développe l'industrie et le négoce, se lance par ailleurs dans l'armement de navires et le commerce maritime. Il crée aussi le domaine viticole du Château du Tertre. 

## Biographie

### Origine anglaise et irlandaise
Issu d'une ancienne famille anglaise établie en Irlande, Pierre Mitchell est le fils de Jean Mitchell, écuyer, et d'Elisabeth O'Connel ; il est le petit-fils de Lawrence Mitchell, écuyer, de filiation noble depuis le XIVe siècle. Pierre est baptisé à Dublin le 4 février 1687. Son père s'engage, lors de la Glorieuse Révolution, du côté des Stuart ; à la suite de la déroute des partisans du roi Jacques II d'Angleterre, il fait partie des nombreux réfugiés jacobites à le suivre dans son repli en France.

### La verrerie

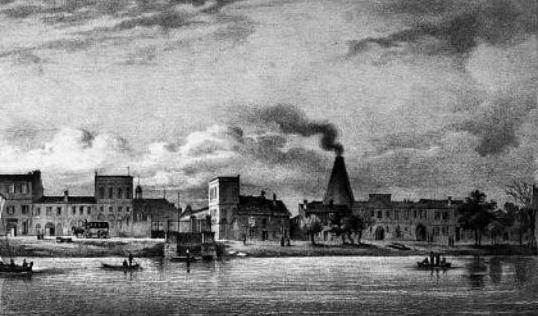
La verrerie créée par Mitchell se repère de loin avec sa grande cheminée en forme de cône. Gravure de 1830.

Pierre Mitchell se fixe dans le Bordelais. Il y est d'abord charpentier de barriques. La modestie de sa condition se reflète dans son contrat de mariage, où il reconnaît humblement qu'il n'a rien d'autre à proposer que ses compétences dans son métier.
Il fonde ensuite la première verrerie du Bordelais, d'abord en louant une maison et un terrain à la palu des Chartrons, où il construit son premier fourneau. Cependant, le terrain ne convenant pas et le loyer étant trop élevé, il déménage à Eysines, près de Lescombes. 
En 1723, Pierre Mitchell présente au Conseil d'en haut le secret dont il dispose pour la fabrication des bouteilles, fondé notamment sur l'utilisation de la houille à la place du bois, ce qui garantit un verre plus résistant et de production moins coûteuse en énergie. L'exposé de Mitchell convainc les autorités, qui lui accordent le droit de créer son usine de fabrication de verre « à la façon d'Angleterre ». Un tel développement répond en effet à la volonté mercantiliste de l'État de rattraper le retard, dans certains secteurs, de l'industrie nationale vis-à-vis des pays concurrents. L'exemple de Mitchell est de ce point de vue exemplaire du rôle tenu par les migrations jacobites dans la circulation des techniques industrielles en Europe au XVIIIe siècle.
Mitchell fonde alors véritablement son entreprise en s'installant, au faubourg des Chartrons, à l'emplacement actuellement occupé par la rue de la Verrerie, l'impasse Mitchell, la place Mitchell, la rue d'Aviau et le cours de Verdun ; à l'époque, l'endroit est couvert de marais, de vignes et de champs,. 
Les lettres patentes des 25 octobre et 16 novembre 1723 reconnaissent sa primauté et lui accordent même un privilège d'exclusivité. Cependant, lorsqu'en 1726 un concurrent s'installe à Bourg près de Bordeaux, les démarches de Mitchell pour s'y opposer demeurent vaines. La chambre de commerce, consultée par l'intendant, préconise le rejet de la demande de Mitchell : « Le sieur Mitchell n'a qu'à faire des verres et bouteilles supérieurs à ceux de la manufacture de Bourg et il la fera tomber d'elle-même ». 
Pierre Mitchell obtient par la suite pour sa verrerie le titre envié de manufacture royale par lettres patentes du 4 mars 1738. Elle devient alors la « Verrerie royale de Bordeaux ».

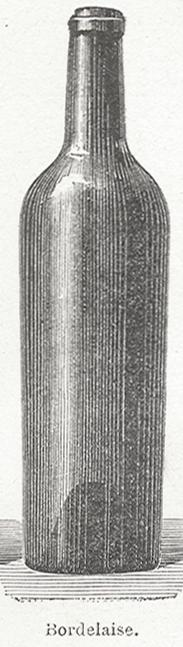
Mitchell est le premier à produire des bouteilles dans le bordelais.

La verrerie de Pierre Mitchell est la première verrerie bordelaise, et devient rapidement le principal centre de production de bouteilles en France, même si les débuts sont difficiles et les incidents nombreux. Sa réussite est fondée notamment sur l'importation de houille britannique, plus abordable et de meilleure qualité que celle du Massif central, et de salicor, une cendre de varech importée d'Angleterre ou d'Irlande, qui a la propriété d'abaisser la température de fusion du verre, ce qui permet de moins consommer de combustible et donc de réduire les coûts de production.
La construction du grand four de la verrerie Mitchell, en forme de cône, est fortement similaire aux premiers fours anglais de ce type, en cone-glass ; il en existait un à Dublin où Mitchell habitait avant de s'installer à Bordeaux. Ce grand four en forme de cône est alors visible de loin dans le paysage bordelais.
En fabrication de bouteilles, Pierre Mitchell serait le créateur du Jéroboam, ainsi nommé par les Bordelais en 1725, et de la bordelaise. Le contrôleur Lemarchant en visite chez Mitchell en 1749 y observe une très grande variété de formes et de tailles.

### Diversification
Mitchell entame une large politique de diversification de ses activités. Industriel, négociant, il crée un domaine viticole et devient armateur pour le commerce maritime.

#### Château du Tertre
Pierre Mitchell se constitue un « domaine viticole de premier ordre ». Il rachète d'abord, en 1724, une partie de la seigneurie d'Arsac ; ensuite il agrandit progressivement son domaine, par plus de vingt actes notariés, et il y fait construire le Château du Tertre vers 1736. Ce vignoble sera un cinquième grand cru dans la classification officielle des vins de Bordeaux de 1855.

#### Armateur
Armateur, il achète successivement en janvier et juillet 1740 le Saint-Pierre, galère de 140 tonneaux et 6 canons, et le Saint-François, de 60 tonneaux, pour le commerce maritime.
Pierre Mitchell est mort le 16 septembre 1740 à Bagnères-de-Bigorre.

### Famille et postérité

#### Alliance et descendance
- Pierre Mitchell épouse Jeanne O'Hicky[16], et en a trois filles et un fils[4] :
  - Elizabeth Mitchell, qui épouse vers 1745 Armand Saige, directeur de la Chambre de commerce, oncle du futur maire François-Armand de Saige[17] et père de l'avocat et publiciste Guillaume-Joseph Saige.
  - Anne-Marie Mitchell (1725-1760), qui épouse en 1750 Louis de Larmandie, écuyer, de Bergerac[18].
  - Marie-Anne Mitchell (morte en 1792), qui épouse en 1750 le chevalier Jean Carton, ou Carton de Grammont, président trésorier de France[19] ; ils sont les parents du colonel Armand-Julien Carton de Grammont.
  - François-Patrice Mitchell (v. 1740-1792), industriel verrier, négociant et armateur, qui succède à son père ; il épouse en 1774 Peggy Elise Lynch, fille de Thomas Lynch, écuyer, et de Pétronille Drouillard (fille de Pierre Drouillard), et sœur du comte Jean-Baptiste Lynch, maire de Bordeaux, pair de France, et du député Thomas-Michel Lynch.

#### Postérité de la verrerie
Après la mort du fondateur, la verrerie Mitchell est dirigée par sa veuve, puis à sa majorité par leur fils François-Patrice Mitchell. Celui-ci crée un deuxième établissement vers 1756 et continue l'extension de l'entreprise. Il devient jurat de Bordeaux et obtient de Louis XVI, en septembre 1777, des lettres de reconnaissance de leur ancienne noblesse, avec le titre de gentilhomme verrier et le droit de continuer à diriger son industrie sans déroger à la condition de noble.
La verrerie fondée par Pierre Mitchell est transférée en 1819 par les fils de François-Patrice, Pierre-Thomas et William, quai de Bacalan. Les fils de Pierre-Thomas étendent l'activité et créent une autre verrerie en 1855. L'activité se maintient jusqu'aux années 1930.

## Hommages

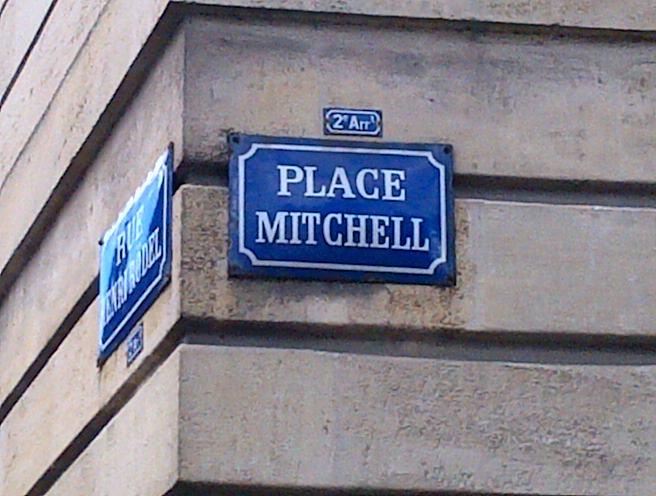
Place Mitchell à Bordeaux.

Le souvenir des Mitchell et de leur verrerie est conservé dans la toponymie bordelaise qui leur rend hommage :
- Place Mitchell, à Bordeaux[8].
- Impasse Mitchell, à Bordeaux.
- Rue Mitchell, devenue par corruption la rue Michel[4], à Bordeaux.
- Rue de la Verrerie, à Bordeaux.